# Medionidus simpsonianus
Medionidus simpsonianus es una especie de molusco bivalvo  de la familia Unionidae.

## Distribución geográfica
Es  endémica de los Estados Unidos.

## Hábitat
Su hábitat natural son: los ríos.